# Stasis (jeu vidéo)
Pour le terme grec, voir Stasis.
Stasis est un jeu vidéo d'aventure développé et édité par The Brotherhood, sorti en 2015 sur Windows et Mac.
Le jeu propose une ambiance horrifique et un décor en vue isométrique.

## Accueil
- Canard PC : 8/10[1]